# Memórias da Transgressão
Memórias da Trangressão: momentos da história da mulher no século XX (em inglês: Outrageous acts and everyday rebellions), é um livro de Gloria Steinem.
Publicado pela primeira vez nos Estados Unidos em 1983, teve segunda edição, revista, em 1995. No Brasil, a edição revisada foi publicada pela Editora Rosa dos Tempos em 1997.
O livro é uma coletânea de diversos artigos de Gloria Steinem desde a década de 1960, dividos em quatro partes, e que mostram seu envolvimento nas principais lutas políticas feministas do seu tempo.
Merece destaque seu relato de como contornou a rígida administração e siglo dos clubes Playboy, para escrever uma reportagem desmistificando a vida das garçonetes, expondo a violação de direitos trabalhistas e a vida pouco agradável a que essas moças eram submetidas.
São também antológicos o artigo sobre a vida de Linda Lovelace, que sofreu violência doméstica e era obrigada a se prostituir e fazer filmes pornográficos, o artigo "Se os homens menstruassem" e a excelente análise de "porque as jovens são mais conservadoras".

## Lista dos artigos
- Aprendendo com a experiência
  - A vida nas entrelinhas
  - Eu fui coelhinha da Playboy
  - Em campanha
  - Irmandade
  - A canção de Ruth (porque ela não sabia cantar)

- Outras descobertas básicas
  - Palavras e mudanças
  - Celebrando o corpo feminino
  - A importância do trabalho
  - O fator tempo
  - Homens e mulheres conversando
  - A política da alimentação
  - Criando redes
  - Transexualismo
  - Porque as jovens são mais conservadoras
  - O erótico vs. o pornográfico

- Cinco mulheres
  - Marilyn Monroe: a mulher que morreu cedo demais
  - Um vôo com Patricia Nixon
  - A verdadeira Linda Lovelace
  - Repensando Jackie
  - Alice Walker: você conhece essa mulher? Ela conhece você

- Transformando a política
  - Houston e a história
  - O crime internacional da mutilação genital
  - Receitas de fantasias: para alívio temporário da dor causada pela injustiça
  - Se Hitler estivesse vivo, de que lado estaria?
  - Pensamentos noturnos de um espectador
  - Se os homens menstruassem
  - Longe da margem oposta